# Râul Ștevia, Râușor
Râul Ștevia este un curs de apă din județul Hunedoara, unul din cele două brațe care formează Râușorul. 

## Hărți
- Harta Munților Retezat  Arhivat în 10 iulie 2012, la Wayback Machine.
- Harta județului Hunedoara